# Scuderia Toro Rosso
Scuderia Toro Rosso S.p.A byla italská automobilová stáj Formule 1, která debutovala v sezoně 2006. Stáj byla juniorským týmem Red Bull Racing a sloužila jako základna pro mladé piloty, aby získali zkušenosti se závody Formule 1. Největším úspěchem bylo jedno pole position a jedno vítězství Sebastiana Vettela při Grand Prix Itálie 2008.
Od sezóny 2020 se majitel (firma Red Bull) rozhodl propagovat svou módní značku AlphaTauri a k tomu účelu přejmenoval svůj juniorský formulový tým; Toro Rosso tak změnilo název na Scuderia AlphaTauri a značka Toro Rosso tak v F1 skončila.

## Počátky
Toro Rosso vzniklo z původního týmu Minardi, který se účastnil závodů formule 1 mezi roky 1985 až 2005 a byl jedním z posledních soukromých týmů. Tým byl mezi fanoušky velmi oblíbený a majitel Paul Stoddart měl 41 nabídek na prodej; při prodeji si přál, aby si tým zachoval své italské tradice. Na konci sezony 2005 tým koupila nápojářská firma Red Bull, přičemž ve smlouvě bylo mj. zahrnuto, že sídlo týmu musí zůstat ve Faenze alespoň do sezony 2007.
Red Bull se vzdal jména Minardi kvůli svým marketingovým a sponzorským plánům. Italský název týmu je však zachován, aby odrážel tradice italského týmu. Původní návrh jména byl Squadra Toro Rosso, jenže ten bylo později změněn na Scuderia Toro Rosso, protože slovo squadra se v italštině používá spíše pro fotbalové týmy. Mnoho fanoušků Minardi bylo z této změny nešťastných. Pro zachování jména Minardi v názvu týmu se jich podepsalo přes 15 000 v on-line petici.
V letech 2006–2008 vlastnil tým z 50 % bývalý pilot F1 Gerhard Berger.

## Závodní historie

### Sezóna 2006
Piloty týmu se stali Vitantonio Liuzzi, který byl v sezoně 2005 třetím jezdcem Red Bullu a jel za něj 4 závody, a nováček Scott Speed, který skončil v roce 2005 v GP2 na 3. místě. Třetím a testovacím pilotem se stal Neel Jani.

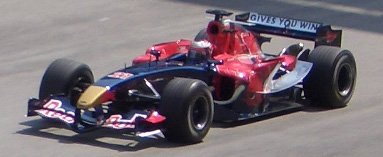
Scott Speed v roce 2006

Šasi STR1 bylo modifikovanou verzí loňského vozu týmu Red Bullu RB1. Některé týmy se domnívaly, že tím Toro Rosso porušuje Concordskou dohodu, protože od každého týmu je očekáváno, že si svůj vůz vyrobí sám. Toro Rosso se obhajovalo tím, že tento vůz byl původně zkonstruován v roce 2004 Jaguar Racingem, předchůdcem Red Bullu, a že duševní vlastnictví, které patřilo společnosti Ford Motor Company, dceřiné firmě Jaguar Racingu, přešlo na Toro Rosso.
Tým nadále využíval smlouvy týmu Minardi na dodávku 10 válcových motorů Cosworth o objemu 3 litrů, jejichž otáčky byly omezovány. Tento ústupek byl povolen méně majetným týmům, které by neměli dostatek financí na nové 8 válcové motory. Ale poté, co se novým majitelem Minardi stal Red Bull se týmy Super Aguri a Midland ohradily, protože si mysleli, že tím Toro Rosso získá velkou výhodu. Tvrdili, že výhoda v povolení desetiválcových motorů byla založena na nízkém rozpočtu týmu Minardi, a že by neměla i nadále pokračovat, pokud by byl tým kompletně finančně zabezpečen.
Během sezony však vozy Toro Rosso postupně začaly v kvalifikacích ztrácet na své soupeře, kteří stále vyvíjeli osmiválcové motory, jejichž počet otáček se přiblížil 20 000 ot./min. Kvůli tomu Toro Rosso požádalo organizaci FIA o možnost zvýšení otáček jejich o 500 ot./min., ovšem FIA povolila navýšení jen o 300 ot./min.
V Grand Prix USA, ve které do cíle dojelo jenom 9 vozů získal Vitantonio Liuzzi pro tým první bod, za 8. místo.

### Sezóna 2007
Od sezony 2007 začalo Toro Rosso používat už osmiválcové motory Ferrari, které získali zásluhou smlouvy jejich sesterského týmu Red Bullu. Při představení nového vozu STR2, který je v podstatě kopií Red Bullu RB3 byl na místo závodního jezdce potvrzen Vitantonio Liuzzi. Při testech v Bahrajnu 24. února bylo potvrzeno, že druhým pilotem týmu bude i nadále Scott Speed. Jezdecká sestava tak zůstala stejná jako v loňském roce. Zatím však nebyli ohlášeni žádní testovací jezdci, neoficiálně však vůz třikrát testoval trojnásobný mistr Champ Car Sébastien Bourdais. Novým technickým ředitelem byl jmenován Giorgio Ascanelli, který nahradil Alexe Hitzingera.

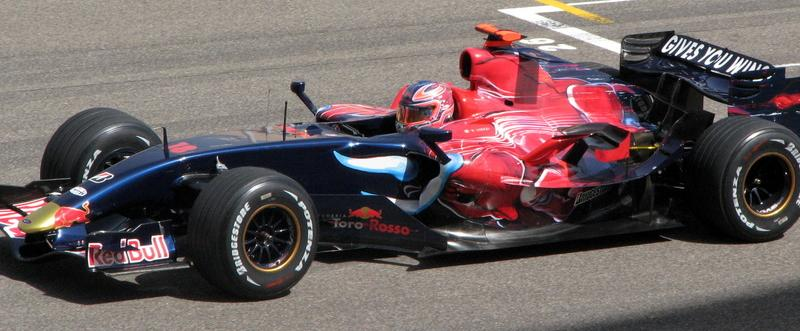
Vitantonio Liuzzi v roce 2007 při bahrajnské grand prix.

Sezona 2007 je pro tým zatím velkým zklamáním. Když počítáme oba vozy, tak zatím z 24 startů dokončily pouze 10 závodů, a to jak kvůli velkému množství technických problémů, tak i kvůli častým chybám obou pilotů. Po evropské grand prix byl po kontroverzních událostech z týmu vyhozen Scott Speed a byl nahrazen Sebastianem Vettelem. Později bylo oznámeno, že Vettel bude za Toro Rosso závodit i v příští sezoně, společně se Sébastenem Bourdaisem, který nahradí Liuzziho.
V deštivé japonské grand prix vůz Toro Rosso poprvé vedl závod zásluhou Sebastiana Vettela. Vettel se navíc od začátku závodu pohyboval na bodovaných pozicích. Od 20. kola byl dokonce na třetí příčce a mezi 29. a 31. kolem vedl závod, než musel jet do boxů. Ovšem v 45. kole vypadl ze závodu ze třetího místa, kvůli kolizi s Markem Webberem na Red Bullu. Nakonec mohl tým získat jeden bod za Liuzziho osmé místo. Jenže ten byl po závodě penalizován 25 sekundami za předjíždění při vyvěšených žlutých vlajkách a propadl se tak na nebodovanou devátou pozici. V dalším závodě v Číně dokázali bodovat dokonce oba piloti týmu. Vettel dojel na 4. místě a Liuzzi na 6. místě. Díky těmto výsledkům tým skončil v poháru konstruktérů na 7. místě, se ziskem 8 bodů.

## Přehled jezdců
| Sezóna | Tým                       | 1. jezdec                                    | 2. jezdec                                                |
| ------ | ------------------------- | -------------------------------------------- | -------------------------------------------------------- |
| 2006   | Scuderia Toro Rosso       | 20. Vitantonio Liuzzi                        | 21. Scott Speed                                          |
| 2007   | Scuderia Toro Rosso       | 18. Vitantonio Liuzzi                        | 19. Scott Speed 19. Sebastian Vettel                     |
| 2008   | Scuderia Toro Rosso       | 14. Sébastien Bourdais                       | 15. Sebastian Vettel                                     |
| 2009   | Scuderia Toro Rosso       | 11. Sébastien Bourdais 11. Jaime Alguersuari | 12. Sébastien Buemi                                      |
| 2010   | Scuderia Toro Rosso       | 16. Sébastien Buemi                          | 17. Jaime Alguersuari                                    |
| 2011   | Scuderia Toro Rosso       | 18. Sébastien Buemi                          | 19. Jaime Alguersuari                                    |
| 2012   | Scuderia Toro Rosso       | 16. Daniel Ricciardo                         | 17. Jean-Éric Vergne                                     |
| 2013   | Scuderia Toro Rosso       | 18. Jean-Éric Vergne                         | 19. Daniel Ricciardo                                     |
| 2014   | Scuderia Toro Rosso       | 25. Jean-Éric Vergne                         | 26. Daniil Kvjat                                         |
| 2015   | Scuderia Toro Rosso       | 33. Max Verstappen                           | 55. Carlos Sainz                                         |
| 2016   | Scuderia Toro Rosso       | 33. Max Verstappen 26. Daniil Kvjat          | 55. Carlos Sainz                                         |
| 2017   | Scuderia Toro Rosso       | 26. Daniil Kvjat 10. Pierre Gasly            | 55. Carlos Sainz 39. Brendon Hartley 28. Brendon Hartley |
| 2018   | Red Bull Toro Rosso Honda | 10. Pierre Gasly                             | 28. Brendon Hartley                                      |
| 2019   | Red Bull Toro Rosso Honda | 23. Alexander Albon 10. Pierre Gasly         | 26. Daniil Kvjat                                         |

## Monoposty
| Sezóna | Název                            | Motor                            | Palivo | Pneumatiky  |
| ------ | -------------------------------- | -------------------------------- | ------ | ----------- |
| 2006   | Toro Rosso STR1                  | Cosworth TJ2005-2 3.0 V10        | Elf    | Michelin    |
| 2007   | Toro Rosso STR2                  | Ferrari 056 2.4 V8               | Shell  | Bridgestone |
| 2008   | Toro Rosso STR2B Toro Rosso STR3 | Ferrari 056 2.4 V8               | Shell  | Bridgestone |
| 2009   | Toro Rosso STR4                  | Ferrari 056 2.4 V8               | Shell  | Bridgestone |
| 2010   | Toro Rosso STR5                  | Ferrari 056 2.4 V8               | Shell  | Bridgestone |
| 2011   | Toro Rosso STR6                  | Ferrari 056 2.4 V8               | Shell  | Pirelli     |
| 2012   | Toro Rosso STR7                  | Ferrari 056 2.4 V8               | Shell  | Pirelli     |
| 2013   | Toro Rosso STR8                  | Ferrari 056 2.4 V8               | Shell  | Pirelli     |
| 2014   | Toro Rosso STR9                  | Renault Energy F1-2014 1.6 V6    | Total  | Pirelli     |
| 2015   | Toro Rosso STR10                 | Renault Energy F1-2015 1.6 V6    | Total  | Pirelli     |
| 2016   | Toro Rosso STR11                 | Ferrari 060 1.6 V6               | Shell  | Pirelli     |
| 2017   | Toro Rosso STR12                 | Toro Rosso (Renault RE17) 1.6 V6 | Esso   | Pirelli     |
| 2018   | Toro Rosso STR13                 | Honda RA618H 1.6 V6              | Repsol | Pirelli     |
| 2019   | Toro Rosso STR14                 | Honda RA619H 1.6 V6              | Repsol | Pirelli     |

## Kompletní výsledky ve Formuli 1
| Legenda k tabulce | Legenda k tabulce                                                                       |
| Barva             | Výsledek                                                                                |
| ----------------- | --------------------------------------------------------------------------------------- |
| Zlatá             | Vítěz                                                                                   |
| Stříbrná          | 2. místo                                                                                |
| Bronzová          | 3. místo                                                                                |
| Zelená            | Bodované umístění                                                                       |
| Modrá             | Nebodované umístění                                                                     |
| Modrá             | Dokončil neklasifikován (NC)                                                            |
| Fialová           | Odstoupil (Ret)                                                                         |
| Červená           | Nekvalifikoval se (DNQ)                                                                 |
| Červená           | Nepředkvalifikoval se (DNPQ)                                                            |
| Černá             | Diskvalifikován (DSQ)                                                                   |
| Bílá              | Nestartoval (DNS)                                                                       |
| Bílá              | Závod zrušen (C)                                                                        |
| Světle modrá      | Pouze trénoval (PO)                                                                     |
| Světle modrá      | Páteční testovací jezdec (TD)                                                           |
| Bez barvy         | Netrénoval (DNP)                                                                        |
| Bez barvy         | Vyřazen (EX)                                                                            |
| Bez barvy         | Nepřijel (DNA)                                                                          |
| Bez barvy         | Odvolal účast (WD)                                                                      |
| Bez barvy         | Nezúčastnil se (prázdné)                                                                |
| Označení          | Význam                                                                                  |
| Tučnost           | Pole position                                                                           |
| Kurzíva           | Nejrychlejší kolo                                                                       |
| †                 | Jezdec nedojel do cíle, ale byl klasifikován, protože odjel více než 90 % délky závodu. |
| ‡                 | Byl udělován poloviční počet bodů, protože bylo odjeto méně než 75 % délky závodu.      |
| Horní index       | Umístění bodujících jezdců ve sprintu                                                   |

| Rok  | Šasi  | Motor                           | Pneu | Jezdci             | 1   | 2   | 3   | 4   | 5   | 6   | 7   | 8   | 9   | 10  | 11  | 12  | 13  | 14  | 15  | 16  | 17  | 18  | 19  | 20  | 21  | Body | Umístění  |
| ---- | ----- | ------------------------------- | ---- | ------------------ | --- | --- | --- | --- | --- | --- | --- | --- | --- | --- | --- | --- | --- | --- | --- | --- | --- | --- | --- | --- | --- | ---- | --------- |
| 2006 | STR1  | Cosworth TJ2005 3.0 V10         | M    |                    | BHR | MAL | AUS | SMR | EUR | ESP | MON | GBR | CAN | USA | FRA | GER | HUN | TUR | ITA | CHN | JPN | BRA |     |     |     | 1    | 9. místo  |
| 2006 | STR1  | Cosworth TJ2005 3.0 V10         | M    | Vitantonio Liuzzi  | 11  | 11  | Ret | 14  | Ret | 15  | 10  | 13  | 13  | 8   | 13  | 10  | Ret | Ret | 14  | 10  | 14  | 13  |     |     |     | 1    | 9. místo  |
| 2006 | STR1  | Cosworth TJ2005 3.0 V10         | M    | Scott Speed        | 13  | Ret | 9   | 15  | 11  | Ret | 13  | Ret | 10  | Ret | 10  | 12  | 11  | 13  | 13  | 14  | 18  | 11  |     |     |     | 1    | 9. místo  |
| 2007 | STR2  | Ferrari 056 2.4 V8              | B    |                    | AUS | MAL | BHR | ESP | MON | CAN | USA | FRA | GBR | EUR | HUN | TUR | ITA | BEL | JPN | CHN | BRA |     |     |     |     | 8    | 7. místo  |
| 2007 | STR2  | Ferrari 056 2.4 V8              | B    | Vitantonio Liuzzi  | 14  | 17  | Ret | Ret | Ret | Ret | 17  | Ret | 16  | Ret | Ret | 15  | 17  | 12  | 9   | 6   | 13  |     |     |     |     | 8    | 7. místo  |
| 2007 | STR2  | Ferrari 056 2.4 V8              | B    | Scott Speed        | Ret | 14  | Ret | Ret | 9   | Ret | 13  | Ret | Ret | Ret |     |     |     |     |     |     |     |     |     |     |     | 8    | 7. místo  |
| 2007 | STR2  | Ferrari 056 2.4 V8              | B    | Sebastian Vettel   |     |     |     |     |     |     |     |     |     |     | 16  | 19  | 18  | Ret | Ret | 4   | Ret |     |     |     |     | 8    | 7. místo  |
| 2008 | STR2B | Ferrari 056 2.4 V8              | B    |                    | AUS | MAL | BHR | ESP | TUR | MON | CAN | FRA | GBR | GER | HUN | EUR | BEL | ITA | SIN | JPN | CHN | BRA |     |     |     | 39   | 6. místo  |
| 2008 | STR2B | Ferrari 056 2.4 V8              | B    | Sébastien Bourdais | 7†  | Ret | 15  | Ret | Ret |     |     |     |     |     |     |     |     |     |     |     |     |     |     |     |     | 39   | 6. místo  |
| 2008 | STR2B | Ferrari 056 2.4 V8              | B    | Sebastian Vettel   | Ret | Ret | Ret | Ret | 17  |     |     |     |     |     |     |     |     |     |     |     |     |     |     |     |     | 39   | 6. místo  |
| 2008 | STR3  | Ferrari 056 2.4 V8              | B    | Sébastien Bourdais |     |     |     |     |     | Ret | 13  | 17  | 11  | 12  | 18  | 10  | 7   | 18  | 12  | 10  | 13  | 14  |     |     |     | 39   | 6. místo  |
| 2008 | STR3  | Ferrari 056 2.4 V8              | B    | Sebastian Vettel   |     |     |     |     |     | 5   | 8   | 12  | Ret | 8   | Ret | 6   | 5   | 1   | 5   | 6   | 9   | 4   |     |     |     | 39   | 6. místo  |
| 2009 | STR4  | Ferrari 056 2.4 V8              | B    |                    | AUS | MAL | CHN | BHR | ESP | MON | TUR | GBR | GER | HUN | EUR | BEL | ITA | SIN | JPN | BRA | ABU |     |     |     |     | 8    | 10. místo |
| 2009 | STR4  | Ferrari 056 2.4 V8              | B    | Sébastien Bourdais | 8   | 10  | 11  | 13  | Ret | 8   | 18  | Ret | Ret |     |     |     |     |     |     |     |     |     |     |     |     | 8    | 10. místo |
| 2009 | STR4  | Ferrari 056 2.4 V8              | B    | Jaime Alguersuari  |     |     |     |     |     |     |     |     |     | 15  | 16  | Ret | Ret | Ret | Ret | 14  | Ret |     |     |     |     | 8    | 10. místo |
| 2009 | STR4  | Ferrari 056 2.4 V8              | B    | Sébastien Buemi    | 7   | 16  | 8   | 17  | Ret | Ret | 15  | 18  | 16  | 16  | Ret | 12  | 13  | Ret | Ret | 7   | 8   |     |     |     |     | 8    | 10. místo |
| 2010 | STR5  | Ferrari 056 2.4 V8              | B    |                    | BHR | AUS | MAL | CHN | ESP | MON | TUR | CAN | EUR | GBR | GER | HUN | BEL | ITA | SIN | JPN | KOR | BRA | ABU |     |     | 13   | 9. místo  |
| 2010 | STR5  | Ferrari 056 2.4 V8              | B    | Sébastien Buemi    | 16  | Ret | 11  | Ret | Ret | 10  | 16  | 8   | 9   | 12  | Ret | 12  | 12  | 11  | 14  | 10  | Ret | 13  | 15  |     |     | 13   | 9. místo  |
| 2010 | STR5  | Ferrari 056 2.4 V8              | B    | Jaime Alguersuari  | 13  | 11  | 9   | 13  | 10  | 11  | 12  | 12  | 13  | Ret | 15  | Ret | 13  | 15  | 12  | 11  | 11  | 11  | 9   |     |     | 13   | 9. místo  |
| 2011 | STR6  | Ferrari 056 2.4 V8              | P    |                    | AUS | MAL | CHN | TUR | ESP | MON | CAN | EUR | GBR | GER | HUN | BEL | ITA | SIN | JPN | KOR | IND | ABU | BRA |     |     | 41   | 8. místo  |
| 2011 | STR6  | Ferrari 056 2.4 V8              | P    | Sébastien Buemi    | 8   | 13  | 14  | 9   | 14  | 10  | 10  | 13  | Ret | 15  | 8   | Ret | 10  | 12  | Ret | 9   | Ret | Ret | 12  |     |     | 41   | 8. místo  |
| 2011 | STR6  | Ferrari 056 2.4 V8              | P    | Jaime Alguersuari  | 11  | 14  | Ret | 16  | 16  | Ret | 8   | 8   | 10  | 12  | 10  | Ret | 7   | 21† | 15  | 7   | 8   | 15  | 11  |     |     | 41   | 8. místo  |
| 2012 | STR7  | Ferrari 056 2.4 V8              | P    |                    | AUS | MAL | CHN | BHR | ESP | MON | CAN | EUR | GBR | GER | HUN | BEL | ITA | SIN | JPN | KOR | IND | ABU | USA | BRA |     | 26   | 9. místo  |
| 2012 | STR7  | Ferrari 056 2.4 V8              | P    | Daniel Ricciardo   | 9   | 12  | 17  | 15  | 13  | Ret | 14  | 11  | 13  | 13  | 15  | 9   | 12  | 9   | 10  | 9   | 13  | 10  | 12  | 13  |     | 26   | 9. místo  |
| 2012 | STR7  | Ferrari 056 2.4 V8              | P    | Jean-Éric Vergne   | 11  | 8   | 16  | 14  | 12  | 12  | 15  | Ret | 14  | 14  | 16  | 8   | Ret | Ret | 13  | 8   | 15  | 12  | Ret | 8   |     | 26   | 9. místo  |
| 2013 | STR8  | Ferrari 056 2.4 V8              | P    |                    | AUS | MAL | CHN | BHR | ESP | MON | CAN | GBR | GER | HUN | BEL | ITA | SIN | KOR | JPN | IND | ABU | USA | BRA |     |     | 33   | 8. místo  |
| 2013 | STR8  | Ferrari 056 2.4 V8              | P    | Jean-Éric Vergne   | 12  | 10  | 12  | Ret | Ret | 8   | 6   | Ret | Ret | 12  | 12  | Ret | 14  | 18  | 12  | 13  | 17  | 16  | 15  |     |     | 33   | 8. místo  |
| 2013 | STR8  | Ferrari 056 2.4 V8              | P    | Daniel Ricciardo   | Ret | 18† | 7   | 16  | 10  | Ret | 15  | 8   | 12  | 13  | 10  | 7   | Ret | 19  | 13  | 10  | 16  | 11  | 10  |     |     | 33   | 8. místo  |
| 2014 | STR9  | Renault Energy F1-2014 1.6 V6 t | P    |                    | AUS | MAL | BHR | CHN | ESP | MON | CAN | AUT | GBR | GER | HUN | BEL | ITA | SIN | JPN | RUS | USA | BRA | ABU |     |     | 30   | 7. místo  |
| 2014 | STR9  | Renault Energy F1-2014 1.6 V6 t | P    | Jean-Éric Vergne   | 8   | Ret | Ret | 12  | Ret | Ret | 8   | Ret | 10  | 13  | 9   | 11  | 13  | 6   | 9   | 13  | 10  | 13  | 12  |     |     | 30   | 7. místo  |
| 2014 | STR9  | Renault Energy F1-2014 1.6 V6 t | P    | Daniil Kvjat       | 9   | 10  | 11  | 10  | 14  | Ret | Ret | Ret | 9   | Ret | 14  | 9   | 11  | 14  | 11  | 14  | 15  | 11  | Ret |     |     | 30   | 7. místo  |
| 2015 | STR10 | Renault Energy F1-2015 1.6 V6 t | P    |                    | AUS | MAL | CHN | BHR | ESP | MON | CAN | AUT | GBR | HUN | BEL | ITA | SIN | JPN | RUS | USA | MEX | BRA | ABU |     |     | 67   | 7. místo  |
| 2015 | STR10 | Renault Energy F1-2015 1.6 V6 t | P    | Max Verstappen     | Ret | 7   | 17† | Ret | 11  | Ret | 15  | 8   | Ret | 4   | 8   | 12  | 8   | 9   | 10  | 4   | 9   | 9   | 16  |     |     | 67   | 7. místo  |
| 2015 | STR10 | Renault Energy F1-2015 1.6 V6 t | P    | Carlos Sainz Jr.   | 9   | 8   | 13  | Ret | 9   | 10  | 12  | Ret | Ret | Ret | Ret | 11  | 9   | 10  | Ret | 7   | 13  | Ret | 11  |     |     | 67   | 7. místo  |
| 2016 | STR11 | Ferrari 060 1.6 V6 t            | P    |                    | AUS | BHR | CHN | RUS | ESP | MON | CAN | EUR | AUT | GBR | HUN | GER | BEL | ITA | SIN | MAL | JPN | USA | MEX | BRA | ABU | 63   | 7. místo  |
| 2016 | STR11 | Ferrari 060 1.6 V6 t            | P    | Max Verstappen     | 10  | 6   | 8   | Ret |     |     |     |     |     |     |     |     |     |     |     |     |     |     |     |     |     | 63   | 7. místo  |
| 2016 | STR11 | Ferrari 060 1.6 V6 t            | P    | Daniil Kvjat       |     |     |     |     | 10  | Ret | 12  | Ret | Ret | 10  | 16  | 15  | 14  | Ret | 9   | 14  | 13  | 11  | 18  | 13  | Ret | 63   | 7. místo  |
| 2016 | STR11 | Ferrari 060 1.6 V6 t            | P    | Carlos Sainz Jr.   | 9   | Ret | 9   | 12  | 6   | 8   | 9   | Ret | 8   | 8   | 8   | 14  | Ret | 15  | 14  | 11  | 17  | 6   | 16  | 6   | Ret | 63   | 7. místo  |
| 2017 | STR12 | Toro Rosso 1.6 V6 t             | P    |                    | AUS | CHN | BHR | RUS | ESP | MON | CAN | AZE | AUT | GBR | HUN | BEL | ITA | SIN | MAL | JPN | USA | MEX | BRA | ABU |     | 53   | 7. místo  |
| 2017 | STR12 | Toro Rosso 1.6 V6 t             | P    | Daniil Kvjat       | 9   | Ret | 12  | 12  | 9   | 14† | Ret | Ret | 16  | 15  | 11  | 12  | 12  | Ret |     |     | 10  |     |     |     |     | 53   | 7. místo  |
| 2017 | STR12 | Toro Rosso 1.6 V6 t             | P    | Pierre Gasly       |     |     |     |     |     |     |     |     |     |     |     |     |     |     | 14  | 13  |     | 13  | 12  | 16  |     | 53   | 7. místo  |
| 2017 | STR12 | Toro Rosso 1.6 V6 t             | P    | Brendon Hartley    |     |     |     |     |     |     |     |     |     |     |     |     |     |     |     |     | 13  | Ret | Ret | 15  |     | 53   | 7. místo  |
| 2017 | STR12 | Toro Rosso 1.6 V6 t             | P    | Carlos Sainz Jr.   | 8   | 7   | Ret | 10  | 7   | 6   | Ret | 8   | Ret | Ret | 7   | 10  | 14  | 4   | Ret | Ret |     |     |     |     |     | 53   | 7. místo  |
| 2018 | STR13 | Honda RA618H 1.6 V6 t           | P    |                    | AUS | BHR | CHN | AZE | ESP | MON | CAN | FRA | AUT | GBR | GER | HUN | BEL | ITA | SIN | RUS | JPN | USA | MEX | BRA | ABU | 33   | 9. místo  |
| 2018 | STR13 | Honda RA618H 1.6 V6 t           | P    | Pierre Gasly       | Ret | 4   | 18  | 12  | Ret | 7   | 11  | Ret | 11  | 13  | 14  | 6   | 9   | 14  | 13  | Ret | 11  | 12  | 10  | 13  | Ret | 33   | 9. místo  |
| 2018 | STR13 | Honda RA618H 1.6 V6 t           | P    | Brendon Hartley    | 15  | 17  | 20† | 10  | 12  | 19† | Ret | 14  | Ret | Ret | 10  | 11  | 14  | Ret | 17  | Ret | 13  | 9   | 14  | 11  | 12  | 33   | 9. místo  |
| 2019 | STR14 | Honda RA619H 1.6 V6 t           | P    |                    | AUS | BHR | CHN | AZE | ESP | MON | CAN | FRA | AUT | GBR | GER | HUN | BEL | ITA | SIN | RUS | JPN | MEX | USA | BRA | ABU | 85   | 6. místo  |
| 2019 | STR14 | Honda RA619H 1.6 V6 t           | P    | Alexander Albon    | 14  | 9   | 10  | 11  | 11  | 8   | Ret | 15  | 15  | 12  | 6   | 10  |     |     |     |     |     |     |     |     |     | 85   | 6. místo  |
| 2019 | STR14 | Honda RA619H 1.6 V6 t           | P    | Pierre Gasly       |     |     |     |     |     |     |     |     |     |     |     |     | 9   | 11  | 8   | 14  | 7   | 9   | 16† | 2   | 18  | 85   | 6. místo  |
| 2019 | STR14 | Honda RA619H 1.6 V6 t           | P    | Daniil Kvjat       | 10  | 12  | Ret | Ret | 9   | 7   | 10  | 14  | 17  | 9   | 3   | 15  | 7   | Ret | 15  | 12  | 10  | 11  | 12  | 10  | 9   | 85   | 6. místo  |